# Episodes (Fernsehserie)
Episodes (englisch für Episoden) ist eine britisch-US-amerikanische Sitcom, die von 2011 bis 2017 in fünf Staffeln produziert wurde. Die Serie handelt von einem britischen Autorenehepaar, das nach Hollywood reist, um ein Remake seiner erfolgreichen britischen Fernsehserie zu produzieren, was mit katastrophalen Folgen endet.
Erdacht wurde die Serie von Friends-Erfinder David Crane und Jeffrey Klarik, die zuvor bereits für The Class gemeinsam tätig waren. Hauptdarsteller sind der Friends-Star Matt LeBlanc, der eine fiktionalisierte Version seiner selbst spielt, Tamsin Greig und Stephen Mangan, welche zuvor schon in der Serie Green Wing zusammen arbeiteten, Mircea Monroe, sowie John Pankow und Kathleen Rose Perkins.
2012 wurde die Serie mit einem Golden Globe ausgezeichnet.

## Handlung

### Staffel 1
Das britische Autoren-Ehepaar Sean und Beverly Lincoln wird in England für eine Comedy-Serie gefeiert, die sie geschrieben haben. Auf der Aftershowparty der BAFTA-Awards werden sie von dem US-amerikanischen Senderchef Merc Lapidus nach Hollywood eingeladen, um eine US-Adaption ihres Formats aufzusetzen. Dort angekommen sind sie zunächst von Größe und Luxus überwältigt. Bald darauf müssen sie jedoch feststellen, dass Merc, der von Ja-Sagern umgeben ist, ihre Show nur aufgrund des Erfolgs adaptieren will und sie nicht einmal gesehen hat. Außerdem verlangt er große Änderungen am Konzept und tauscht den Hauptdarsteller eigenmächtig aus.
Er versucht Matt LeBlanc zu engagieren, der zunächst desinteressiert ist und auch von den Lincolns abgelehnt wird. Matt nimmt die Rolle schließlich an, weil er von der Gage begeistert ist und der Sender setzt sich über die Wünsche der Autoren hinweg, da der Sender der Meinung ist, dass die Serie mit LeBlanc größere Aussichten auf Erfolg hat. Während Sean sich mit Matt schnell anfreundet, kommt es zwischen Beverly und diesem immer wieder zu Spannungen. Matt setzt immer wieder seine Änderungswünsche durch, so dass das Konzept Matt auf den Leib geschneidert wird.
Im Verlauf der Staffel wird enthüllt, dass Merc ein langjähriges Verhältnis mit seiner Assistentin Carol hat, er seine Frau aber nur deshalb nicht verlässt, weil diese erblindet ist. Matt LeBlanc leidet darunter, dass seine Ex-Frau das Sorgerecht über seine Kinder hat. Außerdem ermutigt er Sean, eine Affäre mit der Darstellerin Morning Randolph zu beginnen, obwohl dieser betont, dass er mit seiner Ehe glücklich ist. Beverly freundet sich unterdessen mit Carol an.
Beverly wird eifersüchtig auf Morning und lässt sich schließlich aus vermeintlicher Rache mit Matt ein. Zudem ist Merc nicht von dem Pilotfilm begeistert. Am Ende der ersten Staffel wollen die Lincolns nach England zurück und ihre Ehe steht vor dem Aus. Im letzten Moment erhalten sie einen Anruf, dass Carol Merc davon überzeugen konnte, den Piloten wenigstens zu testen. Dort hat er gut abgeschnitten und es soll eine Staffel produziert werden.

### Staffel 2
In der zweiten Staffel von Episodes wird die Serie „Pucks!“ schließlich produziert und hat anfangs großen Erfolg, der aber schnell einbricht, weil ein Konkurrenzsender zeitgleich eine beim Publikum außerordentlich beliebte Serie mit einem sprechenden Hund zeigt, die Merc zuvor abgelehnt hatte. Die verbliebenen Zuschauer von „Pucks!“ sehen die Serie jedoch wegen der jugendlichen Schauspieler, nicht wegen Matt und Morning, deren Parts daraufhin gekürzt werden. Matt soll einen der Ex-Kollegen aus der Serie „Friends“ für einen Gastauftritt gewinnen, um die Quoten zu verbessern, erhält aber nur Absagen. Er beginnt eine Affäre mit Mercs Ehefrau. Eine ehemalige Stalkerin von Matt taucht wieder auf und Matt lädt sie in seinem Frust über sein Karrieretief sogar zu sich nach Hause ein und schläft mit ihr. Carol trennt sich von Merc, da sie keine Zukunft in der Beziehung sieht. Aufgrund einbrechender Zuschauerzahlen wird Merc gekündigt, Carol soll seine Nachfolgerin werden. Sean und Beverly finden am Ende der Staffel wieder zusammen.

### Staffel 3
Carol wird nicht Mercs Nachfolgerin, die Stelle erhält Castor Sotto, der psychische Probleme hat, regelmäßig einen Therapeuten besucht und Medikamente nimmt. Sean und Beverly sind wieder zusammen, aber haben noch immer Probleme, weshalb sie eine Paartherapie besuchen. Matt wird eifersüchtig auf seine jüngeren Co-Stars und möchte lieber in der neuen Serie auf NBC mitspielen, deren Drehbuch vom ehemaligen Assistenten der Lincolns ist. Sotto sorgt sich um die schlechten Zuschauerzahlen von „Pucks!“ und ändert deshalb den Sendeplatz, um nicht mehr in direkter Konkurrenz zu der Serie mit dem sprechenden Hund zu sein. Carol verliebt sich in Sotto und hat Sex mit ihm. Da die Quoten sich nicht verbessern, steht „Pucks!“ kurz vor dem aus. Matt scheint die Rolle bei NBC nicht zu bekommen und schläft mit Mornings Tochter Dawn. Jamie beendet die Beziehung mit Matt, als sie herausfindet, dass er mit einer anderen Frau geschlafen hat. Die Agentin Eileen Jaffee versucht ein Script der Lincolns an verschiedene Networks zu verkaufen, doch die Lincolns wollen es nicht verkaufen, sondern zurück nach England. Carol glaubt, dass die Lincolns das Drehbuch an FOX verkaufen wollen und bietet nun auch dafür. Sotto setzt seine Medikamente ab, „Pucks!“ dreht die letzte Szene und wird beendet. Dann liest Sotto das Script der Lincolns und will die Serie produzieren, doch er verliert nach einem verrückten Auftritt vor dem Vorstand des Networks seinen Job. Nach langem Hin und Her bekommt Matt die Rolle bei NBC, die Angebote für das Script der Lincolns überschlagen sich, doch v. a. Beverly will zurück nach London. Elliot Salad, der Chef des Muttergesellschaft, verlängert „Pucks!“ um NBC die Tour zu vermasseln, Matt bekommt deshalb die Rolle bei NBC doch nicht und die Lincolns erhalten in London einen Anruf aus Los Angeles.

### Staffel 4
Nach der Verlängerung der Show verliert Matt seine Rolle beim NBC-Piloten. Als ihm kurz darauf 32 Millionen $ von seinem Manager unterschlagen werden, kommt er in Geldnöte. Daraufhin betrinkt er sich und überredet Sean und Beverly ihre neue Show zu verkaufen, um sich finanziell abzusichern. Währenddessen bekommt der Sender eine neue Geschäftsführerin, Helen Basch. Diese bekam durch Merc ihren ersten Job, weshalb sie ihm ein Showformat abkauft, welches The Box heißt. Währenddessen beginnt Carol mit Helen eine Affäre und werden letztlich ein lesbisches Paar. Kurz danach werden Sean und Beverly von Seans ehemaligen Schreibpartner Tim damit konfrontiert, dass Tim und Sean die Serienidee hatten. Man einigt sich darauf, dass Tim zwar als Autor genannt wird, die Serie jedoch von den Lincolns weiter geschrieben wird. Um Geld zu verdienen, nimmt Matt die Rolle des Gameshowmoderators in The Box an und muss dadurch mit dem ihm verhassten Merc arbeiten. Helen wird derweil eifersüchtig, da sie glaubt, dass Beverly in Carol verliebt wäre. Während eines Essen trifft Carol auf Castor Sotto, welcher ihr später einen Job bei CW anbietet. Nachdem Helen Beverly und Carol beim Wandern „erwischt“, trennt sie sich von Carol. Derweil moderiert LeBlanc seine erste Showepisode, bei der er mit Merc aneinandergerät und ihn daraufhin in eine, zur Show gehörende, Box steckt, aus welcher Merc nicht eigenmächtig herauskommen kann. Helen neckt Carol währenddessen, was diese dazu veranlasst, Castors Jobangebot anzunehmen. Sean und Beverly werden von Helen gezwungen, mit Tim arbeiten zu müssen. Als Carol ihren neuen Job antreten möchte, muss sie feststellen, dass Castor selbst nicht bei CW arbeitet, sondern weiterhin verrückt ist, und sie deshalb jetzt ohne Arbeitsstelle ist.

### Staffel 5
Matt ist frustriert und lässt sich betrunken von einer Kandidatin von The Box dazu animieren im Studio vor ihr zu mastubieren. Merc lässt diese Szene ins Internet streamen in der Hoffnung, dass LeBlanc gefeuert wird. Der Plan scheint zunächst aufzugehen, doch nach dem Vorfall wird The Box ein Zuschauerhit. Matt bekommt sogar plötzlich wieder Schauspielangebote und überredet Sean und Beverly ihm eine neue Serie zu schreiben. Dafür verlassen die beiden ihre Serie mit Tim, der inzwischen zum Showrunner befördert wurde, jedoch nicht in der Lage ist diese Rolle auszufüllen. Beverly, Sean und Matt beginnen eine neue Serie zu entwickeln, aber plötzlich verstirbt Matts Vater. Dadurch kommt den dreien plötzlich eine neue Idee für eine Serie in der Matt seinen eigenen Vater spielen soll, der sich von seinem Sohn entfremdet hat. Helen Basch will den Piloten für den Sender kaufen, aber sofort beginnen Querelen um finanzielle Fragen und Credits. Schließlich verliert Matt die Lust am Projekt und nimmt ein anderes Angebot an. Nun erkennt auch Sean, dass Matt nur um sich selbst kümmert und kündigt ihm die Freundschaft. Gemeinsam mit Beverly schreibt er ihre Geschichte in Hollywood als Skript auf.
Carol leidet unter ihrer Arbeitslosigkeit und wärmt ihre Beziehung zu Merc wieder auf. Beverly ermutigt sie, Helen und den Sender zu verklagen um wenigstens eine Abfindung zu erstreiten, da sie in Hollywood Persona non grata geworden ist. Außerdem erfährt Beverly, dass Merc parallel eine Beziehung zu Morning begonnen hat und ihr sogar einen Heiratsantrag gemacht hat. Carol trennt sich daraufhin von Merc, obwohl sie inzwischen von diesem schwanger ist. Sie entschließt sich das Kind zu behalten. Vor der Vernehmung in Vorbereitung der Klage gegen den Sender trifft sie zufällig auf Helen, welche ihr schließlich ihre Liebe gesteht und das Kind gerne gemeinsam mit Carol großziehen möchte. Morning verzeiht Merc.
Als Matt vom neuen Skript erfährt setzt er alles daran „seine“ Rolle zu spielen. Die Serie endet schließlich mit der Premiere des Pilotfilms Episodes in dem laut Vorspann neben Matt und Morning, Emma Thompson, Kenneth Branagh und Isla Fisher mitspielen.

## Figuren
Matt LeBlanc ist ein Schauspieler und wurde vom Sender als Hauptdarsteller der Serie Pucks! engagiert, wo er die Figur Coach Lyman spielt. LeBlanc ist wohlhabend und charmant, aber auch arrogant. Er hat zwei Kinder mit seiner Exfrau Diane, welche sich von ihm scheiden ließ, nachdem er sie mehrfach betrogen hat. Er ist befreundet mit Sean, wobei die Freundschaft kurzzeitig einbricht, nachdem Matt mit Beverly Sex hat. Die Beziehung zu selbiger ist anfangs distanziert und ablehnend, verbessert sich aber im Lauf der Serie. Nach dem Ende von Pucks! arbeitet er als Moderator von Mercs Gameshow.
Beverly Lincoln ist eine britische Drehbuchautorin und Ehefrau von Sean. In Großbritannien war sie durch die mit ihrem Mann geschriebene Serie Lyman’s Boys erfolgreich, von welcher sie ein US-Remake schreiben soll. In Hollywood verschlechtert sich die Beziehung zu Sean und sie entwickelt Neid auf Morning. Dies endet damit, dass Beverly mit Matt schläft. Am Ende von Staffel zwei kommt sie mit Sean wieder zusammen. Sie hat eine enge Freundschaft mit Carol. In Staffel drei schreibt sie mit ihrem Mann an einer weiteren Serie.
Sean Lincoln ist ein britischer Drehbuchautor und Ehemann von Beverly. In Großbritannien war er durch die mit seiner Frau geschriebene Serie Lyman’s Boys erfolgreich, von welcher er eine US-Version erstellen soll. In Hollywood verschlechtert sich die Beziehung zu Beverly und er fühlt sich zunehmend von Morning angezogen. Nachdem Beverly mit Matt schläft trennt er sich von ihr und schläft mehrfach mit Morning. Am Ende von Staffel zwei kommt er mit Beverly wieder zusammen. Er ist befreundet mit Matt. Nachdem Ende von Pucks! schreibt er mit seiner Frau an einer weiteren Serie.
Merc Lapidus ist zu Beginn der Serie Geschäftsführer eines ungenannten Fernsehsenders mit eigenen Studios. Er brachte Sean und Beverly nach Los Angeles. Er war verheiratet, hatte aber auch 5 Jahre lang eine Affäre mit Carol, welche ihn verlässt, kurz nachdem er erfahren hat, dass er entlassen wurde. Nach seiner Entlassung arbeitet er als Produzent und verkauft an den Sender eine Gameshow, deren Moderator LeBlanc wird. Am Ende der Serie ist er mit Morning Randolph verlobt.
Carol Rance ist Vizechefin des Programms und Untergebene des Programmdirektors. Sie hatte 5 Jahre lang eine Affäre mit Merc, welche sie am Ende der zweiten Staffel beendete. Am Ende der vierten Staffel kündigt sie und nimmt ein vermeintliches Angebot für einen Job an, der sich als nichtexistent erweist. Sie hat eine enge Freundschaft zu Beverly.
Morning Randolph ist eine Schauspielerin, welche vom Sender eingestellt wurde, um die Rolle der Nicola McCutcheon in Pucks! zu spielen. Sie ist älter als Beverly, obwohl sie wesentlich jünger aussieht, was angeblich durch plastische Chirurgie zustande kam. Sie mag Sean und hat in Staffel 2 eine kurze Affäre mit ihm. Morning hat eine Tochter namens Dawn, welche sie immer als ihre Schwester vorstellt. In früheren Jahren war sie ein Star.

## Besetzung und Synchronisation

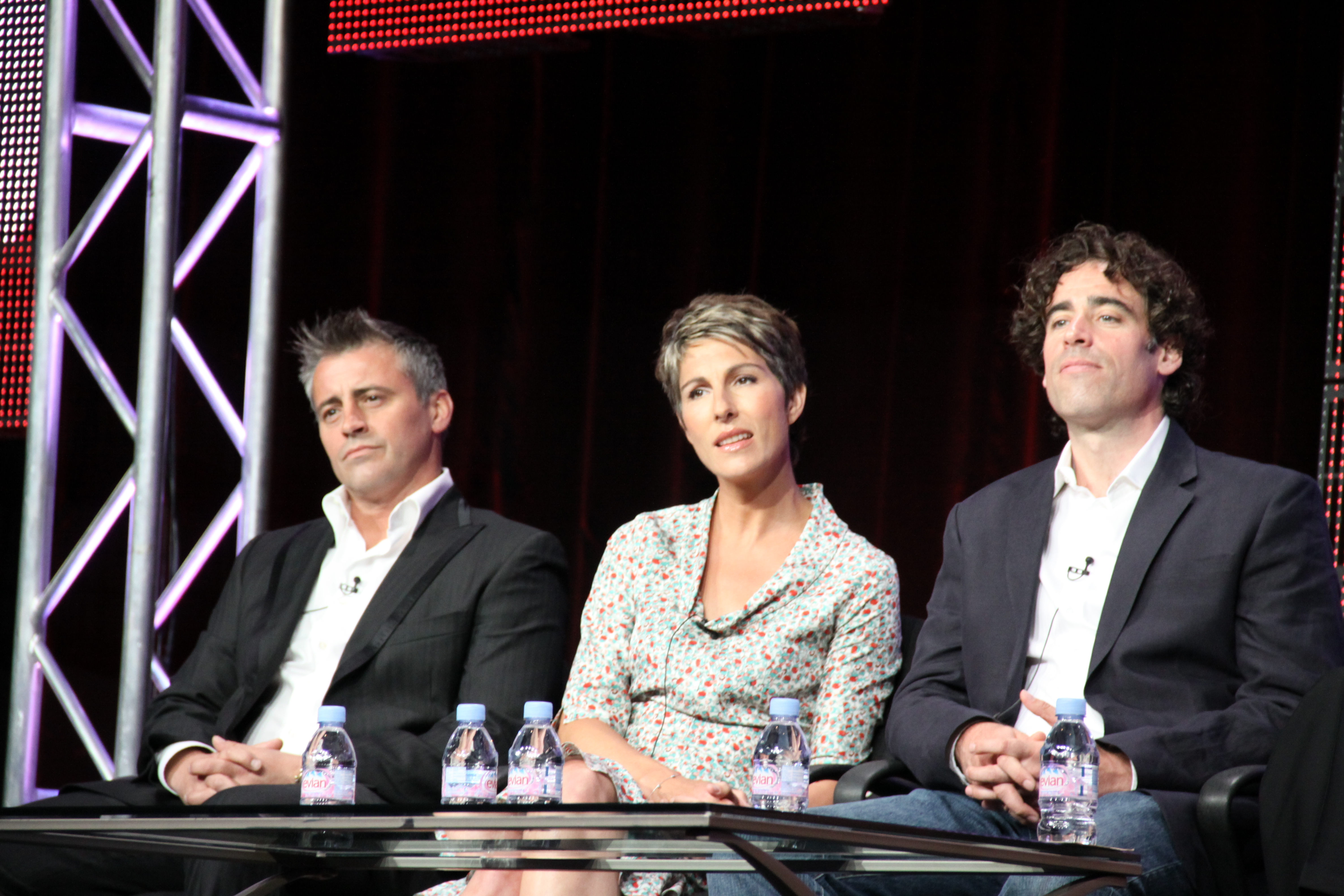
Die Hauptdarsteller Matt LeBlanc, Tamsin Greig und Stephen Mangan am 29. Juli 2010 im Rahmen der Television Critics Association.

Ursprünglich sollte Beverly von Claire Forlani gespielt werden. Diesen Plan gab die Produktion jedoch frühzeitig auf.
Eine weitere Figur gab es für Thomas Haden Church, welche nach geplatzten Vertragsverhandlungen gestrichen wurde.
Mit der Verkündigung, man habe Matt LeBlanc, Tamsin Greig, Stephen Mangan, Kathleen Rose Perkins, Mircea Monroe und John Pankow verpflichten können, gab BBC am 13. Mai 2010 die endgültige Besetzung der Hauptrollen bekannt.
Die deutsche Synchronisation entsteht nach einem Dialogbuch von Roland Frey und unter der Dialogregie von Pierre Peters-Arnolds durch die Synchronfirma Cinephon in Berlin.
| Schauspieler            | Rollenname       | Hauptrolle | Nebenrolle | Synchronsprecher  |
| ----------------------- | ---------------- | ---------- | ---------- | ----------------- |
| Matt LeBlanc            | Matt LeBlanc     | 1.01–5.07  |            | Sven Gerhardt     |
| Tamsin Greig            | Beverly Lincoln  | 1.01–5.07  |            | Sabine Falkenberg |
| Stephen Mangan          | Sean Lincoln     | 1.01–5.07  |            | Frank Schaff      |
| Kathleen Rose Perkins   | Carol Rance      | 1.01–5.07  |            | Susanne Geier     |
| John Pankow             | Merc Lapidus     | 1.01–5.07  |            | Roland Hemmo      |
| Mircea Monroe           | Morning Randolph | 1.01–5.07  |            | Esra Vural        |
| Joseph May              | Andy Button      |            | 1.01–5.07  | René Dawn-Claude  |
| Daisy Haggard           | Myra Licht       |            | 1.01–5.07  | Sarah Riedel      |
| Genevieve O’Reilly      | Jamie Lapidus    |            | 1.01–3.06  | Dana Friedrich    |
| Fiona Glascott          | Diane            |            | 1.04–5.03  | Damineh Hojat     |
| Oliver Kieran-Jones     | Andrew Lesley    |            | 1.05–4.02  | Bastian Sierich   |
| Sophie Rundle           | Labia            |            | 2.05–3.07  | Lydia Morgenstern |
| Scarlett Rose Patterson | Wendy            |            | 2.01–4.03  | Nadine Zaddam     |
| Andrea Rosen            | Eileen Jaffee    |            | 3.06–4.05  |                   |
| Chris Diamantopoulos    | Castor Sotto     |            | 3.01–4.09  |                   |
| Andrea Savage           | Helen Basch      |            | 4.02–5.07  |                   |

## Hintergrund

### Produktion und Entwicklung
Die Idee für die Serie hatten David Crane und Jeffrey Klarik, welche darin ihre persönlichen Erfahrungen in Hollywood zeigen wollten.
Die meisten Szenen wurden in Großbritannien gedreht, Teile der ersten Episode aber auch in Los Angeles. Die Las-Vegas-Szenen wurden in Camden Town, London gedreht, die Szenen in LeBlancs Villa am Strand von Malibu wurden im Mill Hill District aufgenommen. Die Szene im Hollywood Burbank Airport wurden in den Pinewood Studios gedreht.
Die Serie wird nicht vor Zuschauern gedreht und auf eingespielte Lacher wird verzichtet.

### Humor
Der Humor in Episodes beruht hauptsächlich auf der satirischen Darstellung des Alltagslebens in der Fernsehbranche. Dabei deckt er ein breites Spektrum von Erscheinungsformen ab: Zum einen wendet man den „reiferen“ Humor an, indem er Kritik an der (US-amerikanischen) Gesellschaft der Gegenwart übt. So werden etwa mehrfach die Oberflächlichkeiten der menschlichen Beziehungen und der Körperkult in Los Angeles thematisiert. Zum anderen spricht der Witz der Serie den kindlicher Humor an; so verwendet man beispielsweise Albernheit, Absurdität, einfache Situationskomik und Slapstick. Sex-Witze und (Selbst)ironie sind die häufigste Formen der Witze.
Darüber hinaus bindet die Serie Zuschauer durch eine Reihe von Running Gags. Zum Beispiel wird häufig dargestellt, dass niemand die Arbeiten von Matt LeBlanc außerhalb von Friends kenne. Ein weiteres Beispiel ist die häufige Erwähnung des Hasses Beverlys auf Los Angeles.

## Ausstrahlung
| Staffel | Episoden | Premiere (USA)  | Finale (USA)     | Durchschnittliche Reichweite USA | Durchschnittliche Reichweite UK |
| ------- | -------- | --------------- | ---------------- | -------------------------------- | ------------------------------- |
| 1       | 7        | 9. Januar 2011  | 20. Februar 2011 | 0,508 Millionen                  | 1,3 Millionen                   |
| 2       | 9        | 11. Mai 2012    | 6. Juli 2012     | 0,377 Millionen                  | 0,953 Millionen                 |
| 3       | 9        | 12. Januar 2014 | 16. März 2014    | 0,515 Millionen                  | 0,765 Millionen                 |
| 4       | 9        | 11. Januar 2015 | 15. März 2015    | 0,349 Millionen                  | 0,868 Millionen                 |

Die Erstausstrahlung fand am 9. Januar 2011 auf Showtime in den USA statt. Am 10. Januar 2011 folgte die Ausstrahlung auf dem britischen Kanal BBC Two. Im Anschluss wurde die Serie in weitere 186 Länder verkauft.
Im Februar 2011 verlängerte Showtime die Serie um eine zweite Staffel von neun Episoden, deren Ausstrahlung am 11. Mai 2012 im Vereinigten Königreich begann. Im September 2012 wurde die Serie um eine neunteilige dritte Staffel verlängert, deren Folgen vom 12. Januar bis zum 16. März 2014 gesendet wurden. Mitte Dezember 2013 wurde eine neunteilige vierte Staffel bestellt. Die Ausstrahlung der vierten Staffel begann in den USA am 11. Januar und endete am 15. März 2015.
Vom 5. September bis zum 25. Oktober 2013 strahlte ProSieben Maxx die ersten beiden Staffeln der Serie in englischer Originalsprache mit deutschen Untertiteln aus. Eine deutschsprachige Synchronisation wurde bisher nicht im Fernsehen ausgestrahlt, aber bereits teilweise auf DVD veröffentlicht.
Episodes wurde bisher auf folgenden Sendern erstausgestrahlt:
| Land                   | Sender               |
| ---------------------- | -------------------- |
| Deutschland            | ProSieben Maxx       |
| Vereinigte Staaten     | Showtime             |
| Vereinigtes Königreich | BBC 2                |
| Spanien                | Canal+ Series        |
| Finnland               | Yle TV2              |
| Frankreich             | Orange Cinéma Séries |
| Polen                  | Home Box Office      |
| Norwegen               | TVNorge              |
| Japan                  | WOWOW                |
| Australien             | Nine Network         |

## Heimkino-Veröffentlichung
Episodes wurde auf DVDs im Regionalcode 2 veröffentlicht. Am 28. Februar 2011 erschien Staffel 1 (nur jene auch auf Blu-ray) in Großbritannien, am 9. Juli 2012 folgte Staffel 2. Die dritte Staffel erschien am 14. Juli 2014 und am 13. Juli 2015 Staffel 4.
Episodes wurde auch im Regionalcode 1 auf DVD veröffentlicht. Am 12. Juli 2012 erschien die erste Staffel, am 8. Januar 2013 die Zweite. Am 13. Januar 2015 wurde die dritte Staffel veröffentlicht.
Im deutschsprachigen Raum ist Episodes auf DVDs im Regionalcode 2 erhältlich. Am 26. Juni 2015 erschien die erste Staffel in Deutschland auf DVD, am 11. September folgte die zweite Staffel. Am 20. November 2015 erschien die dritte Staffel.
Im Bereich des Video-on-Demand wird Episodes von den Anbietern Amazon Instant Video und Maxdome angeboten.

## Rezeption

### Kritik zur ersten Staffel
In den USA bekam die erste Staffel überwiegend positive Kritiken. So bezeichnete Matthew Gilbert vom Boston Globe die Show als kluge Serie über die Probleme von Adaptionen, Emily Nussbaum vom New York schrieb, dass die Serie humorvoll sei und die Chemie zwischen den Darstellern stimme. Weniger begeistert zeigte sich unter anderem der San Francisco Chronicle: Dort schrieb David Wiegand, dass die schauspielerischen Leistungen zwar gut seien, die Charaktere jedoch weniger. Er zweifelte an der Serienidee und meinte, die Serie sei von Leuten, welche „glauben, der Rest Amerikas interessiere sich immer noch für Hollywood“.
In Großbritannien fielen die Kritiken gemischt aus. Brian Viner vom The Independent fand zwar die Idee gut und lobte den Vorspann, empfand jedoch die Umsetzung und die schauspielerischen Leistungen als unzureichend. Sam Wollaston vom Guardian beschrieb die Serie als durchschnittliche Comedyserie, welche einige witzige Momente habe, jedoch noch unausgereift sei.
Die Staffel erhielt bei Rotten Tomatoes eine Bewertung von 70 %, basierend auf 20 Kritiken. Bei Metacritic erhielt die Staffel einen Metascore von 74, basierend auf 26 Kritiken.

### Kritik zur zweiten Staffel
Auch die zweite Staffel bekam in den Vereinigten Staaten überwiegend positive Kritiken. Joanne Ostrow vom Denver Post schrieb, dass ihr der Witz und die Romantik der zweiten Staffel gefalle und lobte besonders die Leistung von LeBlanc. Ellen Gray von Philadelphia Daily News lobte, dass die Serie mit der zweiten Staffel witzig bleibe, mehr Herz bekomme, aber auch ernsthafter werde. Negativer äußerte sich Brian Lowry von Variety, welcher der Meinung war, die zweite Staffel sei zwar noch teilweise humorvoll gestaltet, jedoch sei sie überwiegend langweilig und der intellektuelle Tiefgang, wie etwa bei Entourage, fehlen würde.
In Großbritannien gab es auch für Staffel zwei gemischte Kritiken. Sam Wollaston schrieb im Guardian, dass die zweite Staffel besser sei als die erste, da sie witziger sei, jedoch weiterhin irritieren würde. Oliver Franklin-Wallis von der GQ bezeichnete die Serie als eine der besten auf BBC.
Die Staffel erhielt bei Rotten Tomatoes eine Bewertung von 86 %, basierend auf 14 Kritiken. Bei Metacritic erhielt die Staffel einen Metascore von 76, basierend auf 14 Kritiken.

### Kritik zur dritten Staffel
Die dritte Staffel wurde von den US-amerikanischen Kritikern gemischt bewertet. Während manche Kritiker die Staffel positiv bewerteten, wurde sie von anderen als unzureichend kritisiert. So schrieb Emily Nussbaum für den New Yorker, dass die dritte Staffel zwar einige kleine Schwächen habe, jedoch im Ganzen als gute Arbeit angesehen werden kann, während Phil Dyess-Nugent für den A.V. Club kommentierte, dass Staffel drei ermüdend sei, jedoch LeBlanc eine tolle Leistung abgebe.
Im Vereinigten Königreich war das Kritikerurteil durchschnittlich bis schlecht. Jake Wallis Simons schrieb für den Telegraph, dass die Serie mit der dritten Staffel schlechter werde, sie habe zwar einige amüsante Momente, jedoch verliere sie sich in der Welt der Reichen, so dass der durchschnittliche Zuschauer keine emotionale Bindung zu den Charakteren aufbauen könne. Will Dean schrieb für den Independent, Staffel drei sei langweilig, habe weder Humor noch Dramatik. Matt LeBlanc gebe zwar eine gute Leistung ab, könne aber den Gesamteindruck nicht retten.
Die Staffel erhielt bei Rotten Tomatoes eine Bewertung von 57 %, basierend auf 7 Kritiken. Bei Metacritic erhielt die Staffel einen Metascore von 68, basierend auf 3 Kritiken.

### Kritik zur vierten Staffel
Die US-Kritiker gaben Staffel 4 ein zumeist positives Feedback. David Bianculli schrieb für das National Public Radio, dass Staffel vier sehr witzig und die Darstellung gelungen sei. Er lobte besonders die Drehbuchautoren Crane und Klarik. Verne Gay vom Newsday lobte die Staffel als die bisher beste der Serie und meinte, sie sei als erste wirklich witzig.
Die britischen Kritiker gaben im Durchschnitt gemischte Bewertungen. Tom Rowley schrieb für den Telegraph, Staffel vier sei weder witzig, clever noch originell und er hoffe, es sei die letzte Staffel. Euan Ferguson schrieb für den Guardian, dass die Serie unterhaltsam sei, die Drehbuchautoren jedoch zu vorsichtig seien.
Die Staffel erhielt bei Rotten Tomatoes eine Bewertung von 75 %, basierend auf 8 Kritiken. Bei Metacritic erhielt die Staffel einen Metascore von 73, basierend auf 4 Kritiken.

## Auszeichnungen
Matt LeBlanc wurde 2011 für den Emmy in der Kategorie „Outstanding Lead Actor in a Comedy Series“ nominiert. Bei den Golden Globe Awards 2012 wurde LeBlanc als „Bester Schauspieler in einer Fernsehserie – Komödie oder Musical“ ausgezeichnet.
| Jahr | Preis                            | Kategorie                                            | Stab-Mitglied                                          | Resultat  |
| ---- | -------------------------------- | ---------------------------------------------------- | ------------------------------------------------------ | --------- |
| 2011 | Emmy                             | Hauptdarsteller in einer Comedyserie                 | Matt LeBlanc                                           | Nominiert |
| 2011 | Emmy                             | Drehbuch für eine Comedyserie                        | David Crane & Jeffrey Klarik (Episode Der Abschied)    | Nominiert |
| 2011 | Emmy                             | Titelmelodie                                         | Mark Thomas                                            | Nominiert |
| 2011 | Satellite Award                  | Bester Darsteller in einer Serie (Komödie/Musical)   | Matt LeBlanc                                           | Nominiert |
| 2011 | Satellite Award                  | Beste Fernsehserie (Komödie/Musical)                 |                                                        | Nominiert |
| 2012 | Golden Globe Award               | Bester Serien-Hauptdarsteller – Komödie oder Musical | Matt LeBlanc                                           | Gewonnen  |
| 2012 | Golden Globe Award               | Beste Serie – Komödie oder Musical                   |                                                        | Nominiert |
| 2012 | Writers Guild of America Award   | Fernsehen: Neue Serie                                | David Crane & Jeffrey Klarik                           | Nominiert |
| 2013 | British Academy Television Award | Beste Sitcom                                         | David Crane, Jeffrey Klarik & Jimmy Mulville           | Nominiert |
| 2013 | Golden Globe Award               | Bester Serien-Hauptdarsteller – Komödie oder Musical | Matt LeBlanc                                           | Nominiert |
| 2013 | Golden Globe Award               | Beste Serie – Komödie oder Musical                   |                                                        | Nominiert |
| 2013 | Emmy                             | Hauptdarsteller in einer Comedyserie                 | Matt LeBlanc                                           | Nominiert |
| 2013 | Emmy                             | Drehbuch für eine Comedyserie                        | David Crane & Jeffrey Klarik (Episode Mann des Jahres) | Nominiert |
| 2013 | Writers Guild of America Award   | Fernsehen: Episodic Comedy                           | David Crane & Jeffrey Klarik (Episode Mann des Jahres) | Nominiert |
| 2014 | Emmy                             | Hauptdarsteller in einer Comedyserie                 | Matt LeBlanc                                           | Nominiert |
| 2014 | Emmy                             | Drehbuch für eine Comedyserie                        | David Crane & Jeffrey Klarik (Episode Episode Five)    | Nominiert |
| 2014 | Emmy                             | Regie für eine Comedyserie                           | Iain B. MacDonald (Episode Episode Nine)               | Nominiert |
| 2015 | Emmy                             | Drehbuch für eine Comedyserie                        | David Crane & Jeffrey Klarik (Episode Episode Nine)    | Nominiert |
| 2015 | Emmy                             | Hauptdarsteller in einer Comedyserie                 | Matt LeBlanc                                           | Nominiert |